# 西内勇人
西内 勇人（にしうち はやと、1993年3月30日 - ）は、日本の元ラグビー選手。

## プロフィール
- 福岡県出身。
- ポジションはフランカー(FL)。
- 身長 182cm、体重 103kg
- ニックネームははやと。
- 西内ひろ（タレント）と西内まりや（女優・歌手）の姉妹はいとこにあたる[1]。弟もラグビー選手の西内勇二[1]。

## 略歴
2011年、東福岡高校卒業後、法政大学に進学。なお東福岡高校時代、花園へ3度出場し、2度優勝している。また2010年度高校日本代表メンバーに選出された。 
大学では1年時からスタメンで活躍。2013年にはU20日本代表に選出され、同チームの主将も務めた。
2014年、法政大学ラグビー部主将に就任。
2015年、法政大学卒業後、ヤマハ発動機ジュビロに加入。同年11月28日に行われたジャパンラグビートップリーグ第3節のNECグリーンロケッツ戦に途中出場で公式戦初出場を果たす。 
2021年、現役を引退した。